# Gabriel Marie Jean Ériau
Gabriel Marie Jean Ériau (ur. 1914 w Couëron  – zm. 22 stycznia 2008 roku w Paryżu) – francuski polityk, gubernator Nowej Kaledonii w latach 1974–1978.